# Willi Weber
Wilhelm Friedrich Weber, plus connu sous le nom de Willi Weber (né le 11 mars 1942 à Ratisbonne) est un homme d'affaires allemand. Il est connu pour son implication dans le sport automobile, notamment en tant que manager de Michael Schumacher, Ralf Schumacher, Timo Scheider et Nico Hülkenberg.

## Biographie
Après avoir fait fortune dans la restauration, Willi Weber s'est lancé dans le sport automobile au début des années 1980. Lui-même ancien pilote amateur, il crée en 1983, en association avec l'ingénieur Klaus Trella l'écurie de Formule 3 WTS (Weber Trella Stuttgart), que les deux hommes inscrivent en Championnat d'Allemagne de Formule 3. En 1988, le WTS remporte sa première grande victoire avec le titre de champion national de Joachim Winkelhock.
À l'affut de jeunes talents pour son équipe, Weber prend l'habitude d'observer les jeunes pilotes dans les catégories inférieures. C'est à cette occasion que fin 1988, le jeune Michael Schumacher, alors en Formule Ford, lui tape dans l'œil. Weber l'engage dans son équipe et devient son manager. En 1990, Schumacher remporte avec WTS le championnat d'Allemagne de F3, ainsi que le prestigieux Grand Prix de Macao.
Progressivement, Weber abandonne son équipe pour se concentrer sur la gestion de la carrière de Schumacher qui accède à la Formule 1 en 1991. En devenant dans les années 1990 l'un des sportifs les mieux payés de tous les temps (outre des salaires d'une hauteur jamais vue en F1, Weber développe un important merchandising autour de son pilote), Schumacher fait la fortune de Weber, connu dans les paddocks de F1 sous le sobriquet de « Monsieur 20 % », en référence au pourcentage qu'il touche sur les gains de son pilote. 
Malgré la retraite sportive de Michael Schumacher et sa rupture avec Ralf Schumacher dont il a géré la carrière jusqu'en novembre 2005, Willi Weber reste très impliqué dans le sport automobile. Il gère la carrière du pilote Timo Scheider (DTM, Endurance) et celle du jeune espoir Nico Hülkenberg. Weber a également été le propriétaire de la franchise allemande de A1 Grand Prix jusqu'en 2008.
En août 2010, Willi Weber repasse devant la justice concernant la mise en faillite de Pole Position Marketing, sa société qui s’occupait de vente de produits dérivés de la F1. Condamné il y a deux ans à une période probatoire et à une amende, il doit s’expliquer à la lumière de nouvelles accusations devant la cour de justice de Stuttgart. La justice estime que la faillite de Pole Position Marketing est frauduleuse et soupçonne Weber d’avoir détourné 1,2 million d’euros. Les nouvelles accusations ont conduit le juge à infliger une nouvelle période probatoire de deux ans à Weber et une amende de 360 000 euros, somme versée à un ou des organismes de charité.